# Whitchurch (Herefordshire)
Pour les articles homonymes, voir Whitchurch.
Whitchurch est une paroisse civile et un village du Herefordshire, en Angleterre.